# دومينيك بارتون
دومينيك بارتون هو كبير الإداريين التنفيذيين كندي، ولد في 1962 في كامبالا في أوغندا.